# Entellus

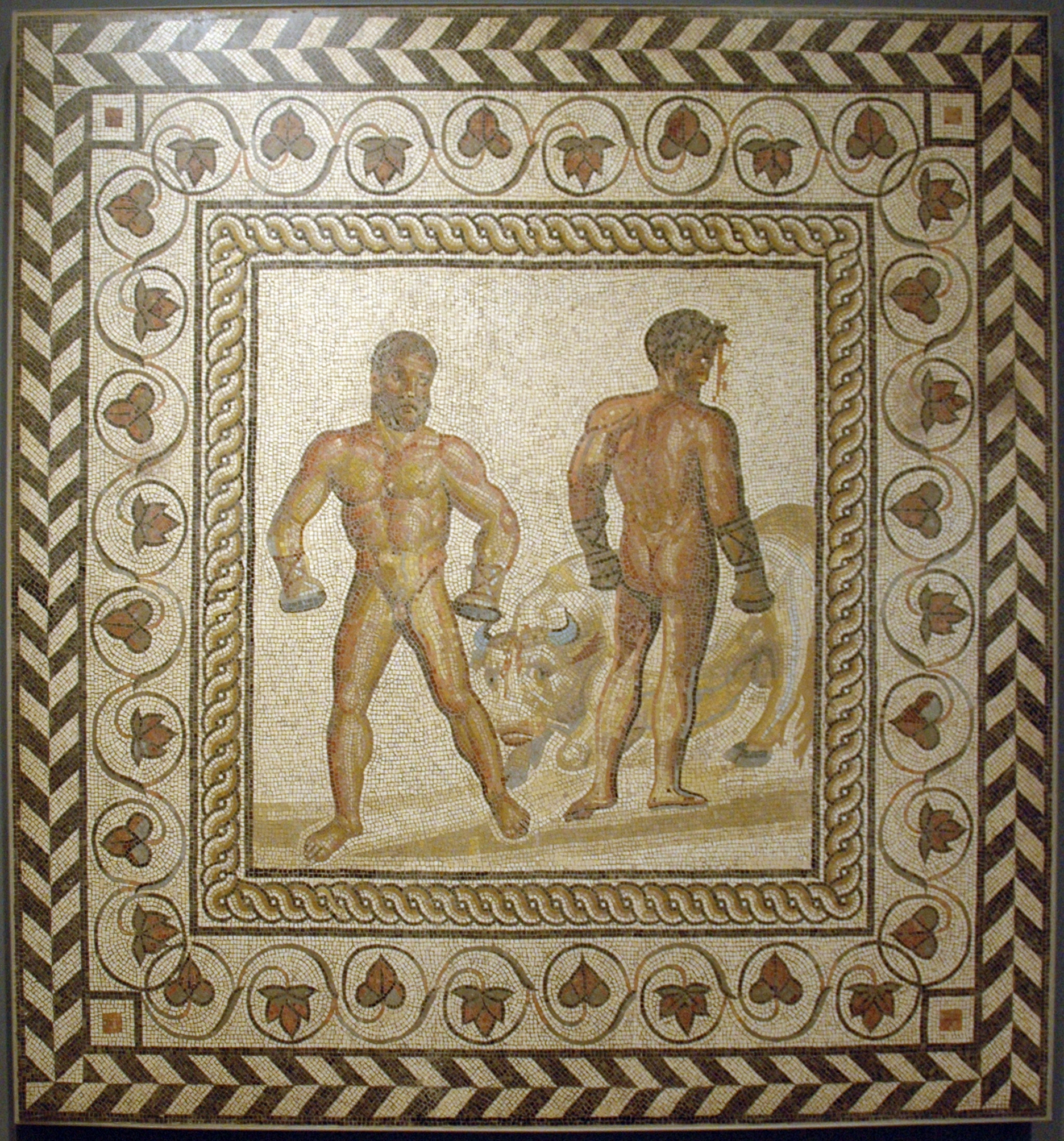
Mosaïque romaine représentant Entellus vainqueur sur le point de sacrifier le taureau qu'il a gagné à la boxe. Villa Getty (71.AH.106).

Entellus est un héros troyen qui apparaît dans l'épopée romaine de l’Énéide. 

## Chez Virgile
Au chant V de l’Énéide, durant les jeux funèbres en l'honneur d'Anchise, le défunt père d'Énée, Entellus participe aux épreuves sportives et affronte lors d'un combat de boxe un homme arrogant nommé Darès. Entellus finit par blesser assez sérieusement Darès. Déclaré vainqueur du combat, il remporte un taureau qu'il décide de sacrifier et qu'il tue d'un coup de poing sur la tête. Entellus est un ami du roi Aceste.
Entellus serait le héros éponyme de la ville d'Entella en Sicile, selon le commentateur antique de Virgile Servius.

## Dans les arts antiques
Le combat de boxe entre Entellus et Darès apparaît sur une mosaïque romaine retrouvée à Villelaure, en France. Datée d'environ 175 apr. J.-C., elle est conservée à la villa Getty (71.AH.106).

## Postérité après l'Antiquité
Entellus a donné son nom à l'espèce de primate d'Inde Semnopithecus entellus et à plusieurs autres espèces de singes communément désignées par le nom vernaculaire Entelle.